# Troyca
TROYCA Inc. (jap. 株式会社トロイカ Kabushiki-gaisha Toroika) – japońskie studio animacji założone w maju 2013 przez Toshiyukiego Nagano, Tomonoriego Katō oraz Ei Aokiego.

## Produkcje

### Seriale telewizyjne
| Rok  | Tytuł                                              | Reżyser(zy)   | Liczba odcinków | Uwagi                                                             | Przypisy |
| ---- | -------------------------------------------------- | ------------- | --------------- | ----------------------------------------------------------------- | -------- |
| 2014 | Aldnoah.Zero                                       | Ei Aoki       | 24              | Własna twórczość. We współpracy z A-1 Pictures.                   | [ 2 ]    |
| 2015 | Sakurako-san no ashimoto ni wa shitai ga umatteiru | Makoto Katō   | 12              | Na podstawie light novel autorstwa Shiori Ōty.                    | [ 3 ]    |
| 2017 | Re:CREATORS                                        | Ei Aoki       | 22              | Własna twórczość.                                                 | [ 4 ]    |
| 2018 | Idolish7                                           | Makoto Bessho | 17              | Na podstawie gry rytmicznej produkcji Bandai Namco Entertainment. | [ 5 ]    |
| 2018 | Gdy zakwitnie w nas miłość                         | Makoto Katō   | 13              | Na podstawie mangi autorstwa Nio Nakatani.                        | [ 6 ]    |
| 2019 | Lord El-Melloi II-sei no jikenbo                   | Makoto Katō   | 13              | Na podstawie light novel autorstwa Makoto Sandy.                  | [ 7 ]    |
| 2020 | Idolish7: Second Beat!                             | Makoto Bessho | 15              | Sequel Idolish7.                                                  | [ 8 ]    |
| 2021 | Idolish7: Third Beat!                              | Makoto Bessho | 30              | Sequel Idolish7: Second Beat!.                                    | [ 9 ]    |
| 2022 | Shinobi no ittoki                                  | Shū Watanabe  | 12              | Własna twórczość.                                                 | [ 10 ]   |
| 2023 | Overtake!                                          | Ei Aoki       | 12              | Własna twórczość.                                                 | [ 11 ]   |
| 2024 | Atri: My Dear Moments                              | Makoto Katō   | 13              | Na podstawie powieści wizualnej produkcji Aniplex.exe.            | [ 12 ]   |

### OVA/ONA
| Rok  | Tytuł             | Reżyser(zy)   | Liczba odcinków | Uwagi              | Przypisy |
| ---- | ----------------- | ------------- | --------------- | ------------------ | -------- |
| 2018 | IDOLiSH7: Vibrato | Makoto Bessho | 8               | Spin-off IDOLiSH7. | [ 13 ]   |